# Inga tenuirama
Inga tenuirama är en ärtväxtart som beskrevs av Hermann August Theodor Harms. Inga tenuirama ingår i släktet Inga och familjen ärtväxter. Inga underarter finns listade i Catalogue of Life.